# Arquitetura paisagista

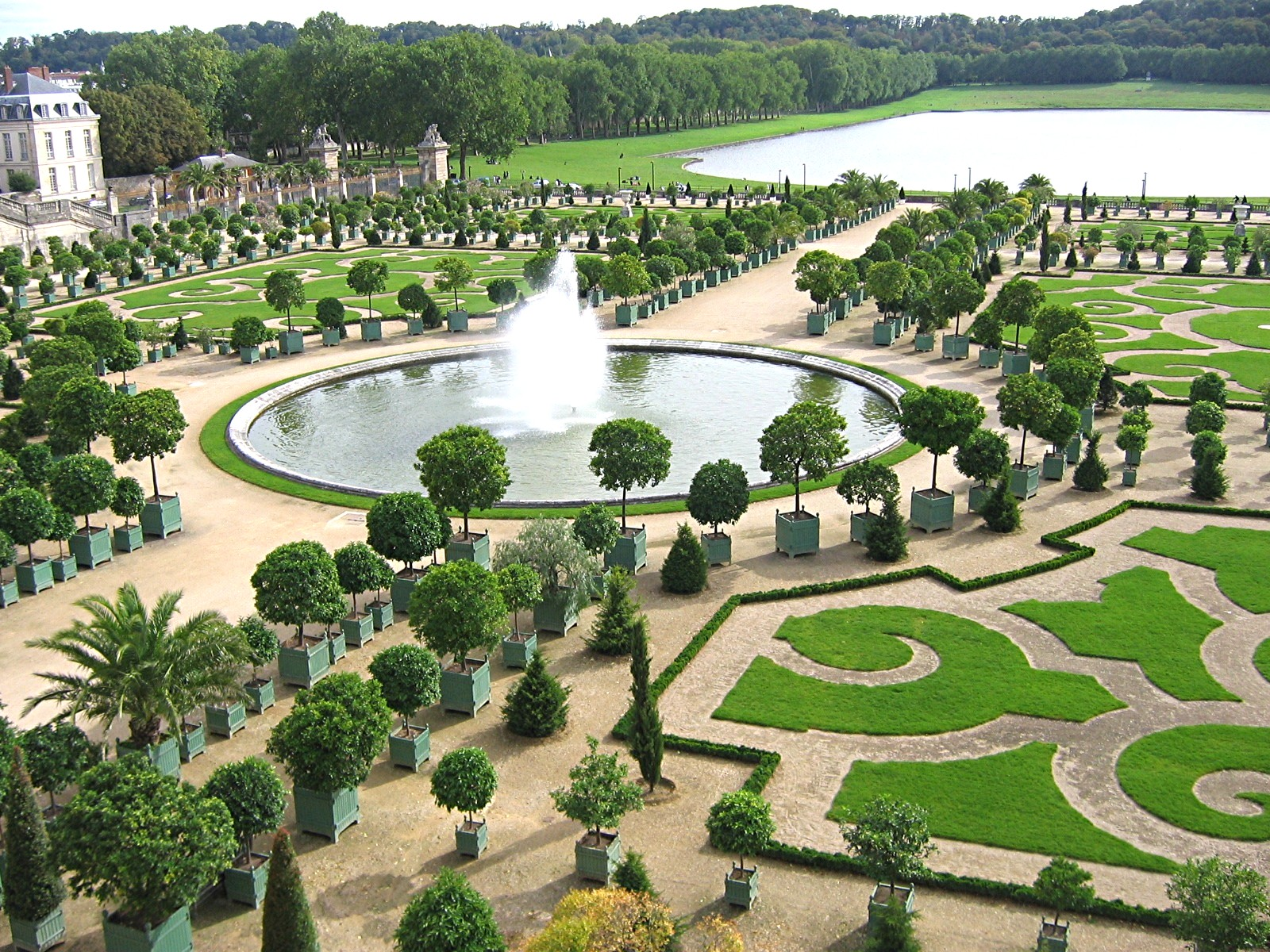
Jardins do Palácio de Versalhes, na França.

Arquitetura paisagista ou paisagismo é a arte e a técnica de projetar, planear, gerir e preservar os espaços abertos, urbanos ou não, de forma a criar micro e macro paisagens, de acordo com critérios estéticos e sustentáveis, de acordo com cada lugar. 

## Características
Paisagismo é a criação de projetos de arquitetura de áreas verdes, englobando os elementos da paisagem.   
O paisagista trabalha com composições de arte e ciência para esquematizar um ambiente físico com elemento que o irão compor. É uma maneira de desafiar a criatividade e criar interação do humano com a paisagem em que estiver envolvido. O paisagista, ou arquiteto paisagista, precisa de não só ter conhecimentos de arte e ciência, como também de geologia, topografia, sistemas climáticos, aquáticos e demais conhecimentos da natureza.  
O paisagista pode utilizar inúmeros elementos construtivos: piscinas, cascatas, quadras desportivas, adegas, quiosques, churrasqueiras, acessos e escadas, pisos, muros, iluminação entre outros. Para além da escolha da vegetação que melhor se adapte à iluminação, solo e clima do local.    
Os espaços livres urbanos são um dos principais campos de trabalho da Arquitetura da Paisagem.
Sobre o desenho urbano no paisagismo, Ed Wall e Tim Waterman (2012) disseram: “Os arquitetos paisagistas são frequentemente convidados a liderar projetos de desenho urbano, pois sua formação profissional lhes propicia sensibilidade e uma excepcional habilidade de interferência nos contextos físicos. Muitas firmas de paisagismo se dedicam quase exclusivamente ao desenho urbano, não somente devido às habilidades específicas dos membros de suas equipes, mas simplesmente porque o escopo de muitos projetos é o contexto urbano. Ao considerar o projeto de um parque urbano, por exemplo, não é possível concebê-lo como uma forma separada de seu entorno. Os passeios usados pelos pedestres através da cidade e em direção ao parque, o fechamento formado pelos prédios, o movimento de veículos e serviços e as motivações políticas que determinam qualquer mudança no espaço são considerações de desenho urbano que influem em todo trabalho de paisagismo. Ao longo dos últimos séculos, a população global tem se tornado cada vez mais urbana e concentrada. A urbanização pode ser vista como um processo natural e até mesmo ecológico, assim como o mundo natural, que é muitas vezes desequilibrado, conflituoso e perigoso. Projetar e planejar ambientes urbanos exige uma abordagem contextual e a ciência dos sistemas que se sobrepõem e são interdependentes, de modo bastante similar ao projeto de ambientes maiores”.
Longwood Gardens (Filadélfia), o aterro do Flamengo (Rio de Janeiro), Caracas (Venezuela) são lugares onde se pode encontrar, atualmente, jardins ou estufas projetadas por Burle Marx. Além dessas, existe também o Parque Burle Marx, em São Paulo.

## A importância de plantas nativas no paisagismo
Segundo Heiden et al. (2006), "as espécies autóctones são altamente adaptadas às condições edafoclimáticas locais (solo e clima), não são dependentes de aplicações sistêmicas de agrotóxicos, como normalmente requerem as espécies exóticas, sobretudo em condições de monocultura". Além da importância inegável para a ecologia, introduzir plantas nativas das regiões onde se encontram reforça a imagem vegetal regional de cada lugar. 

## Transplante de árvores adultas no paisagismo[4]
Técnica muito usada no paisagismo é o transplante de arvores adultas de grande porte por exemplo: Palmeira imperial. Executar um trabalho de transplante exige experiência e precisão ,um item indispensável é o caminhão munk ou um caminhão com guindaste. É comum ver transplantes que ultrapassam 20 toneladas. Atualmente, um dos principais motivos para transportar uma árvore de um lugar a outro é a urbanização, que tira as plantas do caminho de obras para o plantio em outro local.

## Arquitetos paisagistas do Brasil
| - Benedito Abbud - Fernando Chacel - Gustavo Garrido - Mariana Sala | - Luiz Góes Vieira Filho - Roberto Burle Marx - Haruyoshi Ono | - Rosa Grena Kliass - Ricardo Marinho - Ana Libório - Ana Trevisan |